# Seren Gibson
Seren "Haf" Gibson (Ruthin, Denbighshire, País de Gales, 16 de enero de 1988) es una modelo galesa. Ha aparecido en topless en varias revistas masculinas. Mide 168 cm y participó en la serie de la televisión británica My Crazy Media Life en un episodio sobre modelos.

## Biografía
En el instituto, se dio a conocer por su espectacular cuerpo; en un anuario tuvo una sección entera sobre ella. Ella destacaba y en 2005 ganó una competición de camiseta mojada en The Corporation Arms, Ruthin, aunque entonces no pensaba en ser modelo. En cambio, se matriculó en estudios sobre los medios de comunicación en Goldsmiths College en la Universidad de Londres. La matrícula y demás gastos de la universidad provocaron que necesitase dinero y empezó su carrera de modelo para pagar las deudas.
Un amigo le sugirió la idea de tomarle unas fotos, después de una borrachera. Más tarde, ella envió algunos de esas fotos a diversas agencias de modelos y, en seguida, fue contratada.
En 2007, Channel Four pidió un documental sobre sus actividades cotidianas de una aspirante a modelo en un episodio de My Crazy Media Life. Este documental formó parte del Plan de estudios Nacional en Gran Bretaña. El episodio, que también destacó el modelo Peta Todd, emitido el 8 de junio de 2007, hizo que Seren Gibson se convirtiese en una cara familiar.
Su creciente popularidad le condujeron a algunas entrevistas y sesiones de fotos; hacia el final de 2007, ella había sido destacada en el Daily Star, Maxim y Zoo en Reino Unido. A principios de 2008 apareció en Front Magazine. Ella ha dicho que dejará la carrera de modelo después de que termine la universidad.